# 高田市
高田市（日语：／ Takada shi */?）是北陸地方中部，新潟縣西部（頸城地方）的一市。1971年，與直江津市新設合併為上越市。現在為上越市南部。原为日本陆军第十三师团驻地，1910年冬，原中华民国领导人蒋中正和张群曾编入炮兵第十三师团当士官候补生，在此地实习。